# Marsanne (Drôme)
Pour les articles homonymes, voir Marsanne.
Marsanne est une commune française située dans le département de la Drôme en région Auvergne-Rhône-Alpes.

## Géographie

### Localisation
Marsanne est située en Drôme provençale, à 35 km au sud de Valence, à 16 km au nord-est de Montélimar, à 12 km de Mirmande, à 13 km de Cliousclat et à 19 km au sud de Loriol-sur-Drôme.

### Relief et géologie
Sites particuliers :
- Col de la Grande Limite (507 m)
- Col de la Pierre Sanglante
- Combe Brugier
- Combe de Bonnet
- Combe de Fresneau
- le Grand Travers (576 m)
- Mont Châtelard (254 m)
- Mont Peyrieux (275 m)
- Serre de Darne (481 m)
- Serre de Granier
- Serre de Paruel (491 m)
- Serre Froid
- Serre Saint-Félix (481 m)

#### Géologie
Un gisement de tripoli, roche aussi connue sous les noms de randannite et ceyssatite, a été exploité au XIXe siècle.

### Hydrographie
La commune est arrosée par les cours d'eau suivants :
- l'Ancelle
- Ravin de Romésine
- Ravin de Terrondet
- Ruisseau de Béal
- Ruisseau de Clauzel
- Ruisseau de Combe de la Rue
- Ruisseau de Lorette
- Ruisseau de Rouveyre
- Ruisseau des Boines
- Ruisseau des Brus

### Climat
Pour des articles plus généraux, voir Climat d'Auvergne-Rhône-Alpes et Climat de la Drôme.
En 2010, le climat de la commune est de type climat méditerranéen altéré, selon une étude du CNRS s'appuyant sur une série de données couvrant la période 1971-2000. En 2020, Météo-France publie une typologie des climats de la France métropolitaine dans laquelle la commune est exposée à un climat méditerranéen et est dans la région climatique Provence, Languedoc-Roussillon, caractérisée par une pluviométrie faible en été, un très bon ensoleillement (2 600 h/an), un été chaud (21,5 °C), un air très sec en été, sec en toutes saisons, des vents forts (fréquence de 40 à 50 % de vents > 5 m/s) et peu de brouillards.
Pour la période 1971-2000, la température annuelle moyenne est de 12,7 °C, avec une amplitude thermique annuelle de 17,6 °C. Le cumul annuel moyen de précipitations est de 928 mm, avec 7,3 jours de précipitations en janvier et 4,3 jours en juillet. Pour la période 1991-2020, la température moyenne annuelle observée sur la station météorologique installée sur la commune est de 13,4 °C et le cumul annuel moyen de précipitations est de 967,5 mm,. Pour l'avenir, les paramètres climatiques de la commune estimés pour 2050 selon différents scénarios d'émission de gaz à effet de serre sont consultables sur un site dédié publié par Météo-France en novembre 2022.
| Mois                                  | jan.            | fév.           | mars            | avril           | mai            | juin           | jui.           | août          | sep.           | oct.          | nov.            | déc.            | année      |
| ------------------------------------- | --------------- | -------------- | --------------- | --------------- | -------------- | -------------- | -------------- | ------------- | -------------- | ------------- | --------------- | --------------- | ---------- |
| Température minimale moyenne (°C)     | 1,6             | 1,7            | 4,4             | 6,8             | 10,6           | 14,3           | 16,6           | 16,5          | 13             | 9,8           | 5,3             | 2,4             | 8,6        |
| Température moyenne (°C)              | 4,7             | 5,7            | 9,4             | 12,3            | 16,4           | 20,4           | 23,1           | 22,8          | 18,3           | 13,9          | 8,6             | 5,3             | 13,4       |
| Température maximale moyenne (°C)     | 7,8             | 9,7            | 14,4            | 17,9            | 22,1           | 26,6           | 29,6           | 29,1          | 23,6           | 17,9          | 11,8            | 8,3             | 18,2       |
| Record de froid (°C) date du record   | −7,4 04.01.1993 | −10,9 05.02.12 | −8,3 02.03.05   | −1,1 14.04.1998 | 1,7 05.05.1991 | 5,9 21.06.1992 | 7,4 12.07.1993 | 9,2 27.08.11  | 4,5 29.09.1993 | −0,4 28.10.12 | −6,1 23.11.1998 | −8,2 14.12.01   | −10,9 2012 |
| Record de chaleur (°C) date du record | 19,8 10.01.15   | 21,4 23.02.20  | 24,5 18.03.1997 | 29 21.04.18     | 32,8 26.05.11  | 38,8 27.06.19  | 39,8 24.07.19  | 40,8 12.08.03 | 34 03.09.05    | 28,9 01.10.11 | 22,9 11.11.1995 | 18,4 18.12.1989 | 40,8 2003  |
| Précipitations (mm)                   | 70,3            | 51,5           | 55,6            | 83,2            | 84,6           | 57             | 61,7           | 70,2          | 117,3          | 127,6         | 127,1           | 61,4            | 967,5      |

## Urbanisme

### Typologie
Au 1er janvier 2024, Marsanne est catégorisée bourg rural, selon la nouvelle grille communale de densité à 7 niveaux définie par l'Insee en 2022.
Elle est située hors unité urbaine. Par ailleurs la commune fait partie de l'aire d'attraction de Montélimar, dont elle est une commune de la couronne,. Cette aire, qui regroupe 45 communes, est catégorisée dans les aires de 50 000 à moins de 200 000 habitants,.

### Occupation des sols
L'occupation des sols de la commune, telle qu'elle ressort de la base de données européenne d’occupation biophysique des sols Corine Land Cover (CLC), est marquée par l'importance des territoires agricoles (61,2 % en 2018), une proportion sensiblement équivalente à celle de 1990 (62 %). La répartition détaillée en 2018 est la suivante : terres arables (58,4 %), forêts (37,3 %), zones agricoles hétérogènes (2,8 %), zones urbanisées (1,5 %). L'évolution de l’occupation des sols de la commune et de ses infrastructures peut être observée sur les différentes représentations cartographiques du territoire : la carte de Cassini (XVIIIe siècle), la carte d'état-major (1820-1866) et les cartes ou photos aériennes de l'IGN pour la période actuelle (1950 à aujourd'hui).

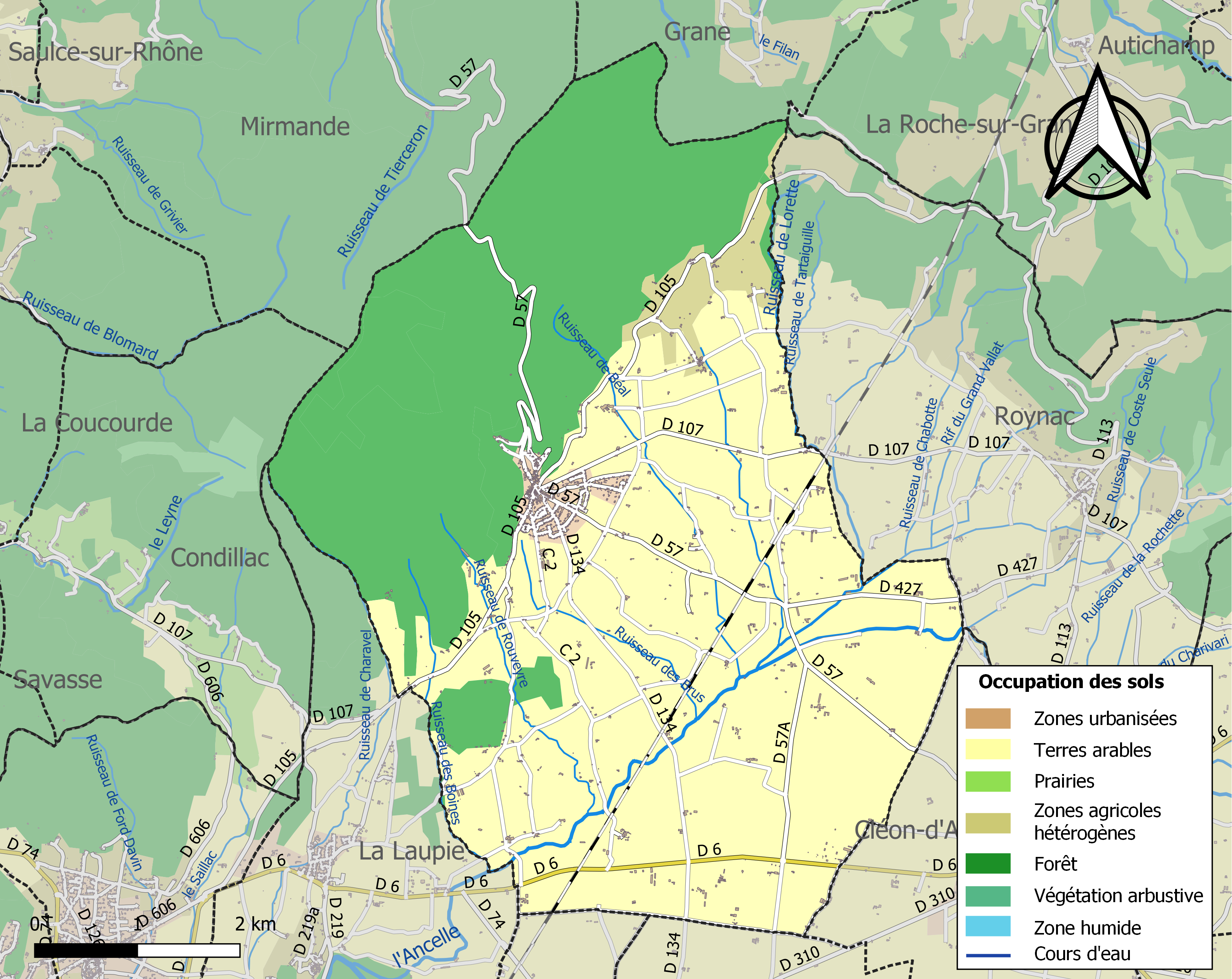
Carte des infrastructures et de l'occupation des sols de la commune en 2018 (CLC).

### Voies de communication et transports

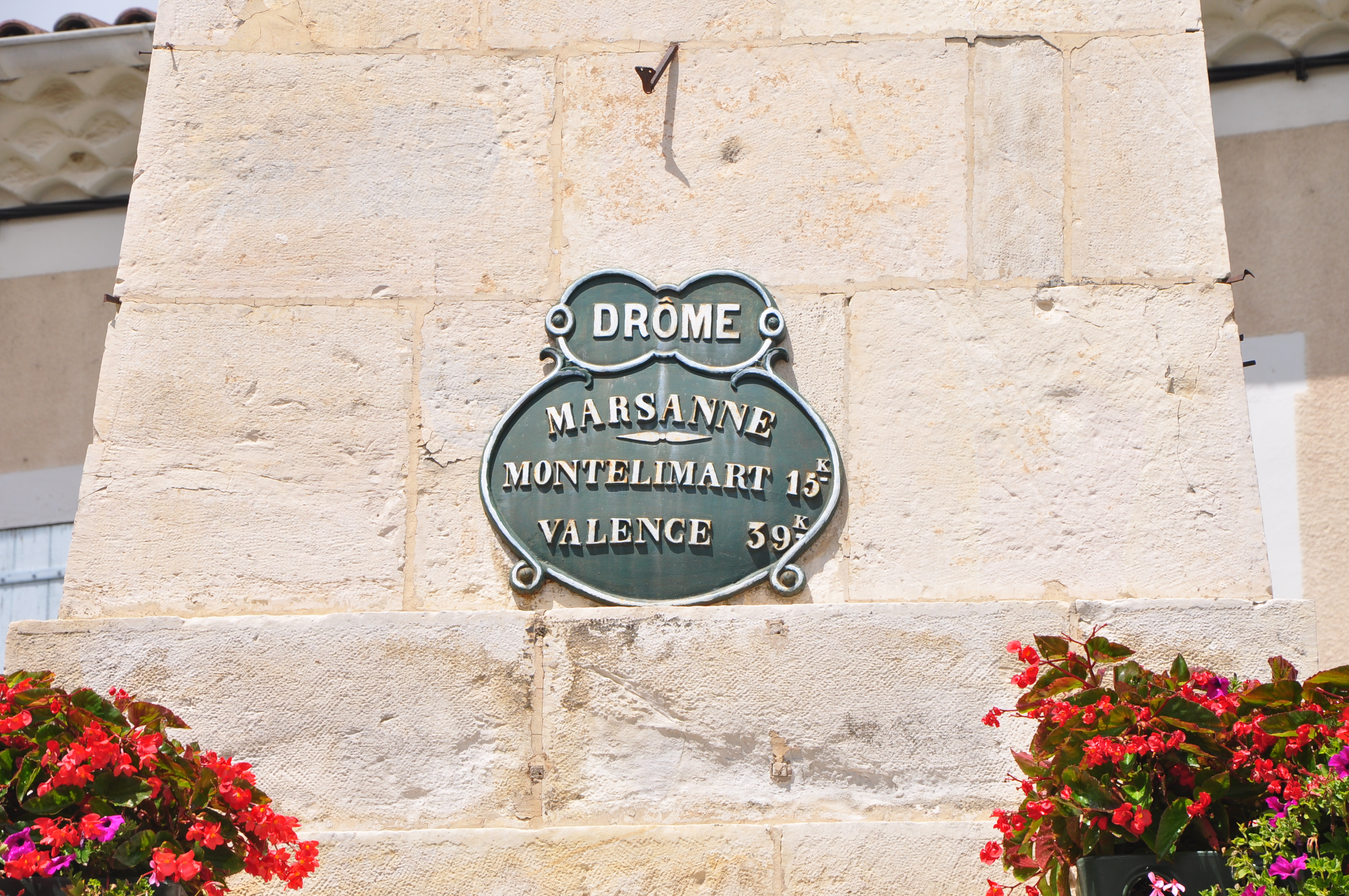
Plaque kilométrique.

### Morphologie urbaine

#### Quartiers, hameaux et lieux-dits
Site Géoportail (carte IGN) :
- Ancienne carrière de Tropoli
- Babouin
- Barral
- Bas Marsanne
- Bauzet
- Bérard
- Bicaye
- Blache
- Bois d'Andran
- Bois de Lebras
- Bongara
- Borne Rousse
- Bruno
- Burel
- Buret
- Chaînas
- Chantereine
- Chapouzes
- Chiffe
- Combe
- Combier
- Creux des Alexis
- Dagues
- Darnes
- Dufond
- Fargeon
- Forêt de Marsanne
- Girard
- Gragnier
- Grangeasse
- Grangeone
- Grasset
- Hugon
- Jaume
- Joannelle
- la Croix Blanche
- la Grande Grange
- la Jarriasse
- la Magnanerie
- la Maison Brûlée
- la Plaine des Alexis
- la Queyras
- la Rue
- la Teissonnière
- la Terrasse
- la Valette
- la Vivande
- Lebras
- le Cherry
- le Clos
- le Fourret
- le Grand Marais
- le Jubilé
- le Merle
- le Moulin
- le Moulin à Vent
- le Parc
- le Pigeonnier
- les Bastets
- les Berrys
- les Chênes Verts
- les Parquets
- les Sables
- les Tours
- les Trois Ponts
- les Vivands
- Mérat et Chiffe
- Mombet
- Notre-Dame de Fresneau
- Parizot
- Paruel
- Pérou
- Perrin
- Peyrieux
- Philippe
- Plaine de Bouvet
- Pontagnat
- Quartier de l'Ancelle
- Romésine
- Rouveyre
- Saint-Laurent
- Saint-Martin
- Saunier
- Terre Tremble
- Teyssier
- Tourmantine
- Ventebrin
- Village féodal
- Vincent

### Risques naturels et technologiques
La commune de Marsanne a été touchée par des tremblement de terre d’intensité V sur l’échelle MSK en 1549 et 1610. En 1549, une série de séismes touche la région de Montélimar et se fait ressentir à Marsanne ; le séisme de 1610 se fait aussi surtout sentir à Montélimar.

## Toponymie

### Attestations
Dictionnaire topographique du département de la Drôme :
- 1171 : Marsana (charte de fondation de l'abbaye de Bonlieu). (archives de la Drôme, E 6137 et E6134)[18],[19],[20]
- 1321 : Marsane (archives de la Drôme, E 6372)[18].
- 1341 : castrum de Marssanna (cartulaire de Montélimar, 46).
- XIVe siècle : mention de la paroisse : capella de Marsana (pouillé de Valence).
- 1540 : mention de la paroisse : cura Marsane (rôle de décimes).
- 1548 : Marsano (archives de la Drôme, E 6104)[18].
- 1891 : Marsanne, commune, chef-lieu de canton de l'arrondissement de Montélimar.

## Histoire

### Protohistoire
Territoire de la tribu gauloise des Ségovellaunes.

### Antiquité: les Gallo-romains
Présence romaine.
Envoyé par saint Irénée (deuxième évêque de Lyon entre 177 et 202) pour christianiser la vallée du Rhône, le prêtre Félix (accompagné des diacres Fortuna et Achilée), s'arrêta à Fons Juliana pour y bâtir une église. En 212, après le martyre de Félix, Fortunat et Achillée à Valence, les habitants placèrent la paroisse sous le patronage de Félix[réf. nécessaire].
Milieu du IVe siècle : le site du village de Marsanne est Fons Juliana. Ce nom est cité à l'occasion du séjour de l'empereur Julien.
Le village est fortifié au milieu du Ve siècle[réf. nécessaire]

### Du Moyen Âge à la Révolution
La seigneurie
- Au point de vue féodal, Marsanne était une terre patrimoniale des comtes de Valentinois.
- 1374 : elle est hommagée au pape
- 1419 : elle devient domaniale.
- 1447 : cédée aux Adhémar.
- 1582 : rétrocédée aux Brunier.
- 1784 : vendue aux Martin de la Porte, derniers seigneurs.

Détails
XIe siècle : le village de Marsanne se trouvait sur la route de Jérusalem, pour ceux qui s'y rendaient par les Alpes Cottiennes. Ainsi, quand Adhémar de Monteil, légat du Saint Siège lors de la première croisade (1096 à 1099), partit pour Jérusalem, de nombreux vassaux de la région se joignirent à lui, dont certains habitants de Marsanne. Il décède à Antioche le 1er août 1098. Son testament, exécuté par ses deux frères qui l’accompagnaient, indique léguer sa chapelle épiscopale (deux chandeliers, différents objets de culte et sa croix pectorale en forme de crucifix à double traverse) au prieuré Saint Félix de Marsanne. Telle est l'origine des armoiries de Marsanne.
XIVe siècle : L'extinction de la branche aînée des Poitiers fait passer un moment la terre de Marsanne sous la domination des papes : le comte Aymar V le Gros se rend à la cour de Rome, prête foi et hommage comme vassal à Grégoire XI (pape de 1370 à 1378), son oncle par alliance, et reconnait tenir de lui le fief de Marsanne. Quelque temps après, le comte institue le pape comme son héritier mais cette disposition demeure sans effet, car Louis de Poitiers, neveu du testateur, lui succède avec l'agrément du pape, dont il se déclare vassal[réf. nécessaire].
11 août 1404 : par un acte de transport, Marsanne rejoint les terres du dauphin[réf. nécessaire].
1419 : mort de Louis, dernier comte de Valentinois. Le pape, usant des droits que lui assure le testament d'Aymar V, se présente à la mort de Louis pour récupérer son héritage et prend possession en son propre nom des terres et fiefs ayant appartenu aux Poitiers[réf. nécessaire].
25 mai 1447 : par traité, Giraud Adhémar, seigneur de Grignan, renonce à la terre de Crillon qui passe au pouvoir du pape, et reçoit en échange, notamment, le fief de Marsanne qu'il reconnait tenir du dauphin de France[réf. nécessaire].
1449 : séjour du dauphin (futur Louis XI).
1479 : Marsanne passe (par mariage), des Adhémar aux Brunier, seigneurs d'Aps en Vivarais[réf. nécessaire].
Les guerres de Religion, un siècle plus tard, conduisent à un appauvrissement des conditions de vie de la population.

Les paysans commencent à s'assembler pour défendre leurs intérêts communs dès la fin de l'année 1577.

En 1578, certaines assemblées locales ont lieu à Marsanne.

Fin 1579, les paysans s'organise afin d'expulser les troupes de soudards de la vallée du Rhône, mais la répression royale écrase le mouvement l'année suivante.
Entre 1580 et 1582, de nouveaux troubles éclatent, fomentés par les « défenseurs de la cause commune ». Les protestants s'emparent alors de Marsanne et de Montélimar. S'ils ne restent que quelques mois à Marsanne, ils s'installent un peu plus longtemps à Montélimar où ils détruisent les églises de Sainte-Croix et des Cordeliers ainsi que la plupart des archives.

En 1589, plus de mille hommes de troupe (cinq cents chevaliers et trois pièces d'artillerie) du parti protestant commandé par le duc de Lesdiguières mettent de nouveau le siège devant Marsanne pendant onze mois, mais sans succès, et ce, malgré cent soixante neuf coups de canon contre la muraille.

Le village est défendu par un certain Coursas qui commande la garnison au nom du roi et qui jouit d'un large soutien de la population.
1591 (démographie) : 936 habitants.
1708 (démographie) : plus de 1000 habitants.
1771 (démographie) : environ 1100 habitants.
Avant 1790, Marsanne était une communauté de l'élection, subdélégation et sénéchaussée de Montélimar.

Elle formait une paroisse du diocèse de Valence dont l'église était dédiée à saint Félix et dont les dîmes appartenaient aux prieurs de Saint-Martin et de Saint-Laurent-de-Meyras (voir ces noms) qui présentaient à la cure.

#### Saint-Laurent (de Meyras)
Ancien prieuré de l'ordre de Saint-Augustin (dépendance de l'abbaye de Saint-Thiers de Saou. Son titulaire avait une partie des dîmes de la paroisse de Marsanne.
- XIVe siècle : prioratus Sancti Laurencii de Mayras (pouillé de Valence).
- 1555 : le prioré de Meyras (inventaire de Saint-Apollinaire [Valence]).
- 1560 : Sainct Laurent de Meyras les Marsanne (inventaire de Saint-Apollinaire [Valence]).
- 1891 : Saint-Laurent, chapelle ruinée de la commune de Marsanne.

#### Saint-Martin
Ancien prieuré de l'ordre de Saint-Augustin (dépendance de l'abbaye de Saint-Thiers de Saou) auquel celui de Saint-Félix du même lieu était uni. Son titulaire avait une partie des dîmes de la paroisse dé Marsanne.
- XIVe siècle : prioratus Sancti Martini de Marsana (pouillé de Valence).
- 1351 : ecclesia Beati Martini de Marsana (Long, notaire à Grignan).
- 1891 : Saint-Martin, hameau et ruines de la commune de Marsanne.

### De la Révolution à nos jours

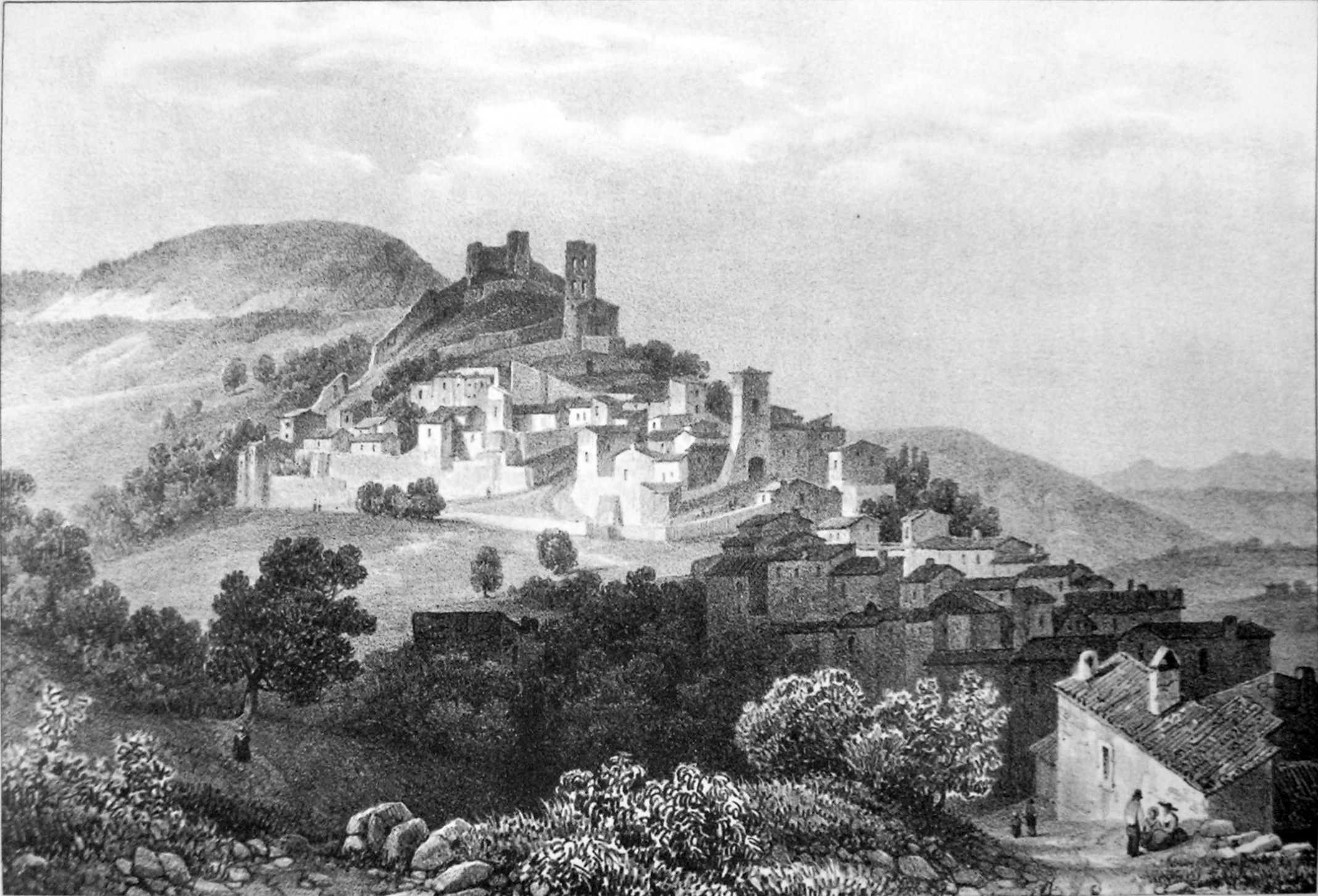
Marsanne au XIXe siècle illustrée par Alexandre Debelle (1805-1897).

En 1790, Marsanne devient le chef-lieu d'un canton du district de Montélimar, comprenant les municipalités de Charols, Cléon-d'Andran, Eyzahut, Manas, Marsanne, le Pont-de-Barret, la Rochebaudin, Saint-Gervais, Salettes et les Tourrettes.

La réorganisation de l'an VIII (1799-1800) a retranché de ce canton Eyzahut et Salettes et y a ajouté la Bâtie-Rolland, Bonlieu, Condillac, la Laupie, Lachamp, Saint-Marcel-de-Sauzet, Sauzet et Savasse.
1799 (démographie) : 1065 habitants.

## Politique et administration

### Tendance politique et résultats

#### Récapitulatif de résultats électoraux récents
| Municipales 2014    |  | DVG  | 58,73 |  | SE   | 41,26 | Pas de 3e | Pas de 3e | Pas de 3e | Pas de 4e | Pas de 4e | Pas de 4e | Pas de 2e tour | Pas de 2e tour | Pas de 2e tour | Pas de 2e tour | Pas de 2e tour | Pas de 2e tour | Pas de 2e tour | Pas de 2e tour | Pas de 2e tour |
| Européennes 2014    |  | FN   | 27,18 |  | VEC  | 17,94 |           | UMP       | 17,07     |           | MODEM     | 12,12     | Tour unique    | Tour unique    | Tour unique    | Tour unique    | Tour unique    | Tour unique    | Tour unique    | Tour unique    | Tour unique    |
| Régionales 2015     |  | FN   | 30,46 |  | UD   | 25,99 |           | UG        | 23,58     |           | COM       | 6,88      |                | UG             | 37,61          |                | UD             | 32,65          |                | FN             | 29,74          |
| Présidentielle 2017 |  | FN   | 22,68 |  | EM   | 22,25 |           | LR        | 20,28     |           | LFI       | 17,67     |                | EM             | 63,44          |                | FN             | 36,56          | Pas de 3e      | Pas de 3e      | Pas de 3e      |
| Législatives 2017   |  | EM   | 42,04 |  | FN   | 16,09 |           | UDI       | 13,46     |           | LFI       | 8,05      |                | EM             | 71,43          |                | FN             | 28,57          | Pas de 3e      | Pas de 3e      | Pas de 3e      |
| Européennes 2019    |  | RN   | 22,34 |  | LREM | 20,00 |           | EELV      | 19,06     |           | UDI       | 9,22      | Tour unique    | Tour unique    | Tour unique    | Tour unique    | Tour unique    | Tour unique    | Tour unique    | Tour unique    | Tour unique    |
| Municipales 2020    |  | SE   | 55,70 |  | DVG  | 44,29 | Pas de 3e | Pas de 3e | Pas de 3e | Pas de 4e | Pas de 4e | Pas de 4e | Pas de 2e tour | Pas de 2e tour | Pas de 2e tour | Pas de 2e tour | Pas de 2e tour | Pas de 2e tour | Pas de 2e tour | Pas de 2e tour | Pas de 2e tour |
| Présidentielle 2022 |  | LREM | 26,85 |  | RN   | 23,72 |           | LFI       | 20,38     |           | RES       | 6,69      |                | RN             | 56,13          |                | LREM           | 43,87          | Pas de 3e      | Pas de 3e      | Pas de 3e      |
| Législatives 2022   |  | NUP  | 26,33 |  | LR   | 20,40 |           | RN        | 19,18     |           | ENS       | 18,87     |                | RN             | 51,50          |                | NUP            | 48,50          | Pas de 3e      | Pas de 3e      | Pas de 3e      |

### Liste des maires
| Période                                                                      | Période                        | Identité                              | Étiquette  | Qualité |
| ---------------------------------------------------------------------------- | ------------------------------ | ------------------------------------- | ---------- | --- |
| Les données manquantes sont à compléter. : de la Révolution au Second Empire |                                |                                       |            | |
| 1790                                                                         | 1843                           | ?                                     |            | |
| 1843                                                                         | 1848                           | Augustin Loubet                       |            | père du président Émile Loubet |
| 1848                                                                         | 1852                           | ?                                     |            | |
| 1852                                                                         | 1860                           | Charles-Laurent-Joseph de Montluisant |            | |
| 1860                                                                         | 1884                           | Augustin Loubet                       |            | |
| 1884                                                                         | 1900                           | Joseph Roussille                      |            | conseiller d'arrondissement du canton de Marsanne (1886-1892)                                                                                            |
| 1900                                                                         | 1908                           | Auguste Lagier                        |            | |
| 1908                                                                         | 1912                           | Henry Clary                           |            | |
| 1912                                                                         | 1913                           | Auguste Poize                         |            | |
| 1913                                                                         | 1919                           | Jean-Frédéric Marce                   |            | |
| 1919                                                                         | 1940                           | Emmanuel Michel                       |            | |
| 1940                                                                         | 1944                           | Jules Serre                           |            | |
| 1944                                                                         | 1945                           | Jérôme Astier                         |            | |
| 1945                                                                         | 1971                           | René Pradon                           |            | |
| 1971                                                                         | 1995                           | Claude Lagier                         |            | |
| 1989                                                                         | 2011                           | Pierre Chertier                       | DVD        | président de la Communauté de Communes du Pays de Marsanne                                                                                               |
| 2001                                                                         | 2020                           | Thierry Lhuillier                     | MoDem-LREM | député suppléant d'Alice Thourot (2017-2022) députée de la Drôme vice-président de Montélimar-Agglomération (chargé du Développement Durable et Energie) |
| 2020                                                                         | En cours (au 14 décembre 2020) | Damien Lagier[source insuffisante]    | SE         | conseiller communautaire délégué au tourisme |

## Population et société

### Démographie
L'évolution du nombre d'habitants est connue à travers les recensements de la population effectués dans la commune depuis 1793. Pour les communes de moins de 10 000 habitants, une enquête de recensement portant sur toute la population est réalisée tous les cinq ans, les populations de référence des années intermédiaires étant quant à elles estimées par interpolation ou extrapolation. Pour la commune, le premier recensement exhaustif entrant dans le cadre du nouveau dispositif a été réalisé en 2005.

En 2022, la commune comptait 1 262 habitants, en évolution de −5,33 % par rapport à 2016 (Drôme : +2,64 %, France hors Mayotte : +2,11 %).
| 1793  | 1800  | 1806  | 1821  | 1831  | 1836  | 1841  | 1846  | 1851  |
| ----- | ----- | ----- | ----- | ----- | ----- | ----- | ----- | ----- |
| 1 096 | 1 075 | 1 167 | 1 250 | 1 379 | 1 426 | 1 450 | 1 488 | 1 588 |

| 1856  | 1861  | 1866  | 1872  | 1876  | 1881  | 1886  | 1891  | 1896  |
| ----- | ----- | ----- | ----- | ----- | ----- | ----- | ----- | ----- |
| 1 484 | 1 623 | 1 605 | 1 616 | 1 577 | 1 521 | 1 515 | 1 390 | 1 329 |

| 1901  | 1906  | 1911  | 1921  | 1926  | 1931 | 1936 | 1946 | 1954 |
| ----- | ----- | ----- | ----- | ----- | ---- | ---- | ---- | ---- |
| 1 227 | 1 230 | 1 155 | 1 034 | 1 004 | 929  | 888  | 893  | 909  |

| 1962 | 1968 | 1975 | 1982 | 1990 | 1999 | 2005  | 2006  | 2010  |
| ---- | ---- | ---- | ---- | ---- | ---- | ----- | ----- | ----- |
| 823  | 817  | 779  | 772  | 873  | 998  | 1 209 | 1 213 | 1 181 |

| 2015  | 2020  | 2022  | - | - | - | - | - | - |
| ----- | ----- | ----- | - | - | - | - | - | - |
| 1 320 | 1 280 | 1 262 | - | - | - | - | - | - |

### Services et équipements
- La commune dispose d'une agence postale[réf. nécessaire].

### Enseignement
Marsanne relève de l'académie de Grenoble

### Manifestations culturelles et festivités
- Fêtes communales : le 1er mai (fête du muguet) et le 17 juin[21].
- Fête patronale : les 15 et 16 août[21].
- Depuis 2011, a lieu en septembre Ze Fiestival avec des concerts de musique contemporaine[46].

### Loisirs
- Pêche et chasse[21].
- Randonnées : nombreux sentiers dans la forêt de 1 100 hectares[47].

### Médias
Le territoire de la commune se situe dans l'aire de diffusion de plusieurs médias :
- Presse écrite
  - Le Dauphiné libéré, quotidien régional qui consacre, chaque jour, y compris le dimanche, dans son édition de « Romans et Drôme des collines » un ou plusieurs articles à l'actualité du canton et de la commune, ainsi que des informations sur les éventuelles manifestations locales, les travaux routiers, et autres événements à caractère local ;
  - L'Agriculture Drômoise, journal d'informations agricoles et rurales, couvre l'ensemble du département de la Drôme ;
  - Drôme Hebdo (ancien Peuple Libre), hebdomadaire chrétien d'informations ;
  - Ricochets, média local participatif en ligne et imprimé ;
- Presse audio-visuelle
  - France Bleu, radio publique diffusée sur ce territoire.

### Cultes
La communauté catholique et l'église de la commune sont rattachées à la Paroisse Paroisse Sainte Anne sur Roubion et Jabron qui dépend du diocèse de Valence, doyenné de Cléon-d'Andran.
Le Pèlerinage catholique à Notre-Dame-de-Fresneau se déroule le 8 septembre.

## Économie

### Agriculture
En 1992 : céréales, vignes, vergers, lavande, ovins.
- Crû du château Marsanne[21].
- Capitale du muguet[21].

### Artisanat
Artisanat : nombreux artisans locaux[réf. nécessaire].

### Industrie
- Parc éolien de Marsanne.

### Tourisme
- Syndicat d'initiative (en 1992)[21].

## Culture locale et patrimoine

### Lieux et monuments
- Ruines du donjon du château féodal du XIe au XIVe siècle. Le château fut probablement démantelé à l'époque de la révocation de l'Édit de Nantes.

Les remparts étaient percés de trois portes.
Dans l'enceinte du château, s'étendaient, le long des cours intérieures, de vastes bâtiments destinés aux machines de guerre, aux provisions, au logement des officiers et des hommes d'armes.
Au centre des bâtiments, assise sur le point le plus élevé et accolée au donjon, s'élevait une tour plus étroite que les autres et dont les lucarnes s'ouvraient aux quatre vents. C'était le beffroi d'où retentissait la cloche d'alarme.
L'église paroissiale Saint-Félix était située dans l'enceinte, au-dessous du donjon[réf. nécessaire].
- Le beffroi surplombe la porte de Lachard, l'une des cinq portes de l'ancien village fortifié[réf. nécessaire].
- Vieux village ruiné[21].
- Vestiges de fortifications[21].
- Chapelle Notre-Dame-de-Fresneau (XIe siècle) : pèlerinage, fontaine « miraculeuse » (tradition)[21],[25].

Le pape Clément IX accorda en 1668 des indulgences pour les pèlerins. En 1855, Pie IX accorda les indulgences de la portioncule (c'est-à-dire une indulgence plénière) le jour de Saint Pierre-aux-liens, c’est-à-dire le 2 août (depuis que cette fête a été supprimée, cette indulgence ne peut plus être reçue à Fresneau) L'évêque de Valence crée alors la confrérie de Notre-Dame-de-Fresneau dont le but est l'union des familles, la fidélité aux vertus et aux pratiques de la religion catholique, ainsi que la conservation temporelle et spirituelle des enfants. Cette confrérie n’est plus active depuis les années 1930.
La légende de ce sanctuaire nous en est parvenue : au XIIe siècle, une jeune fille aveugle de naissance allait tous les jours prier dans la forêt pour demander à Marie de recouvrer la vue afin de mieux secourir son vieux père. Ses prières terminées, elle s'était endormie au pied d'un arbre, Marie lui serait apparue en songe et lui demanda de lui faire construire une chapelle. Pour vaincre la résistance de son père et du curé, différents miracles auraient eu lieu. La population du village fit le vœu de construire la chapelle. S'étant rendue dans la forêt, la jeune fille se frotta les yeux à l'eau d'une source et retrouva la vue. Depuis ce jour, un pèlerinage se déroule au sanctuaire, en particulier les 15 août et 8 septembre,.
Le 8 septembre 1855, le sanctuaire de Fresneau fut inauguré par l'évêque de Valence, accompagné de ceux de Grenoble, de Montpellier et de Viviers.
Les deux canons pris aux russes lors de la bataille de Malakoff, qui se déroula le même jour, ont été offerts par Napoléon III au sanctuaire, en souvenir de cette victoire.
- Église du XIIe siècle (MH) : tour carrée[21].

Église Saint-Félix des XIIe et XVe siècles. Inscrite au titre des monuments historiques le 13 juillet 1926. Ancien prieuré de l'abbaye de Saint-Thiers de Saou, elle servit d'église paroissiale jusqu'en 1789. Le toit de l'église a été refait en février 1995 par l'association des Amis du Vieux Marsanne.
- Rue du comte de Poitiers : maisons en escalier[21].
- Maison du chevalier de Gursas[21].
- Chapelle (XVIe siècle)[21].
- La fontaine sur la place centrale, ornée d'un cadran solaire, a été érigée en commémoration de la naissance du fils de Napoléon Ier[réf. nécessaire].

Obélisque sur une fontaine romaine en 1811 pour la naissance du roi de Rome (fils de Napoléon I).
- Château de Montluisant : grande demeure du XIXe siècle construite à la place d'une bâtisse plus ancienne datant du XVIIe siècle. Il doit son nom à la famille qui l'acquit en 1838 et qui est à l'origine de son allure actuelle.
- Église du XIXe siècle[21].

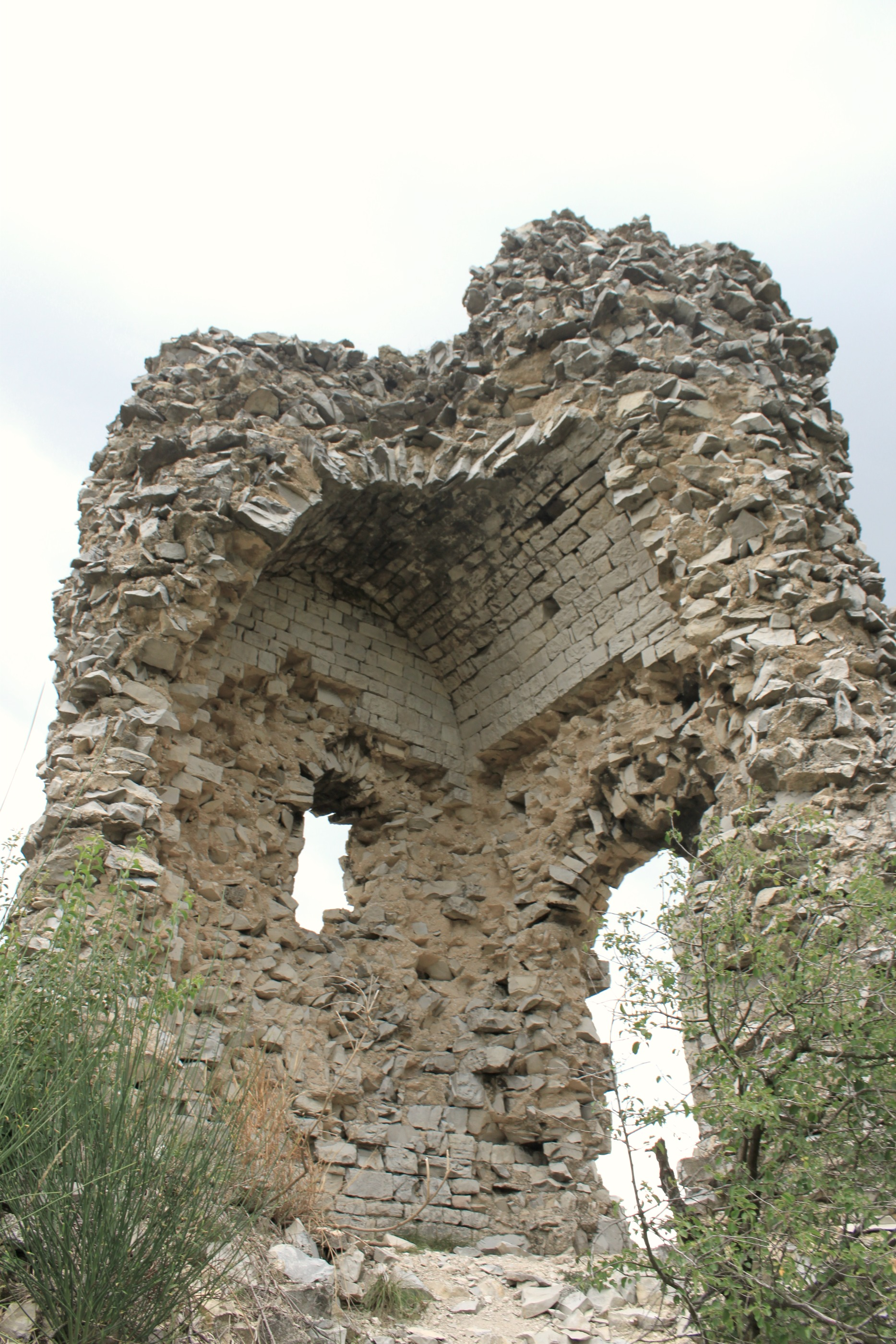
Ruines du château féodal.
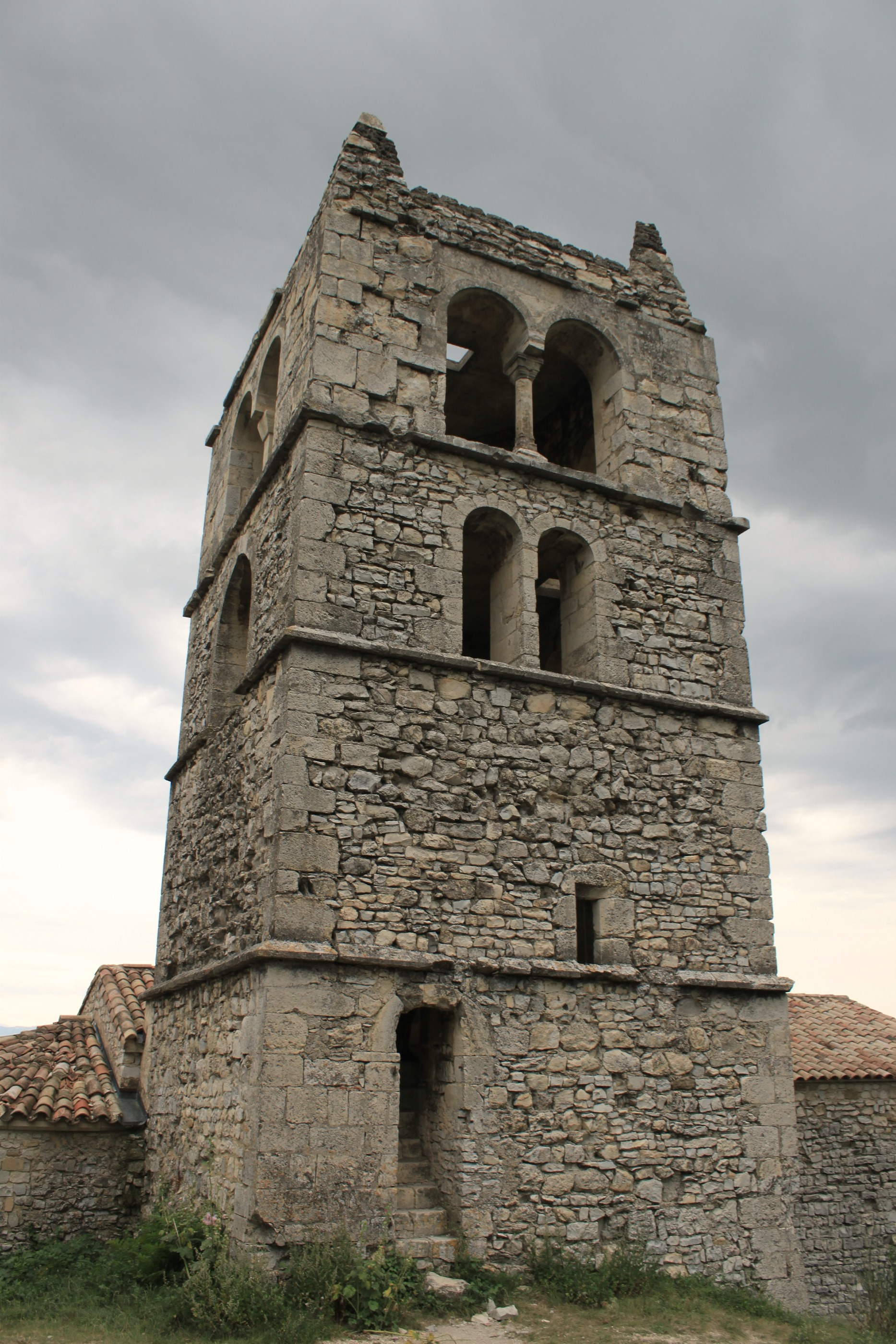
Église Saint-Félix.
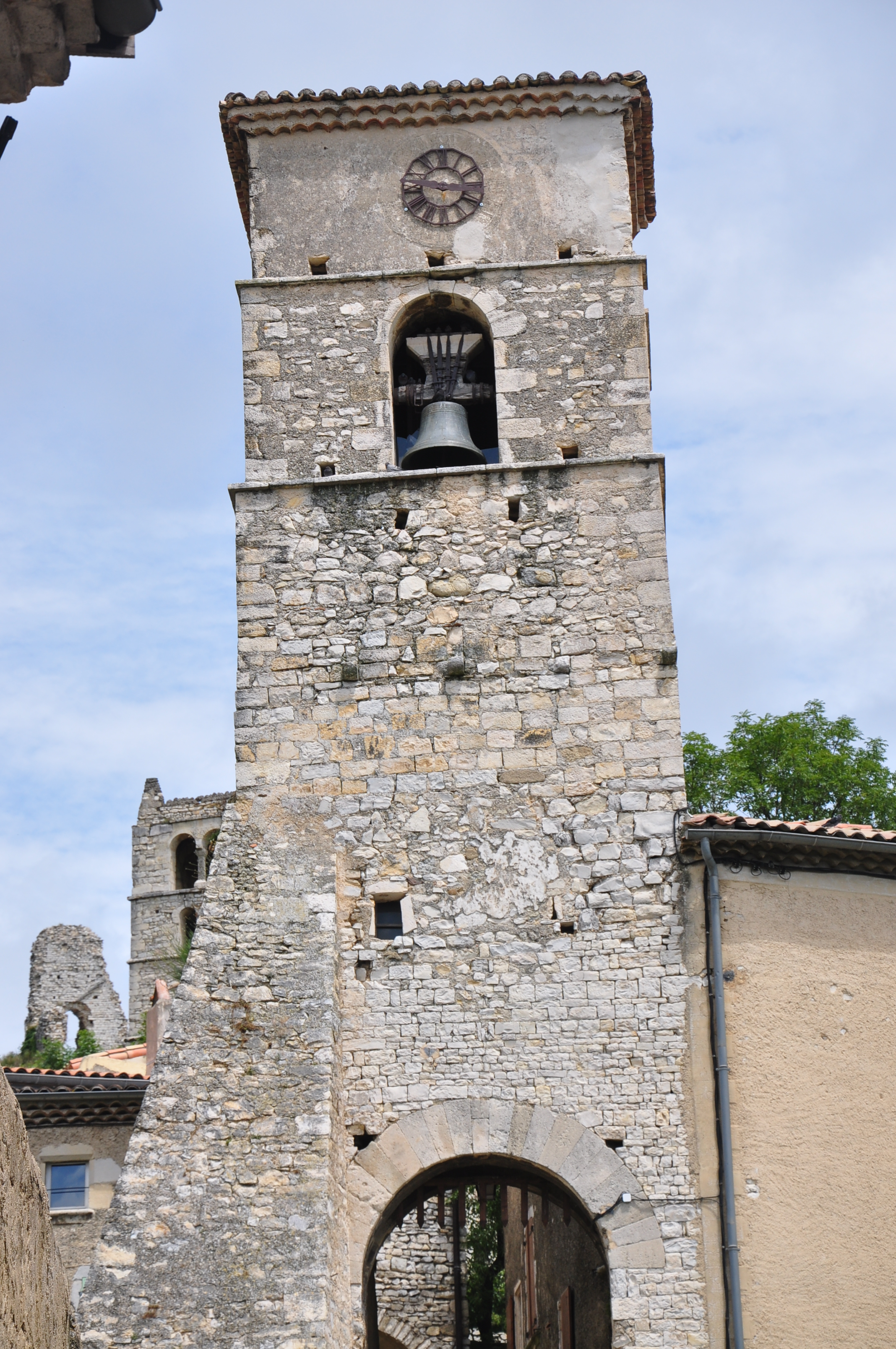
Beffroi, vue extérieure.
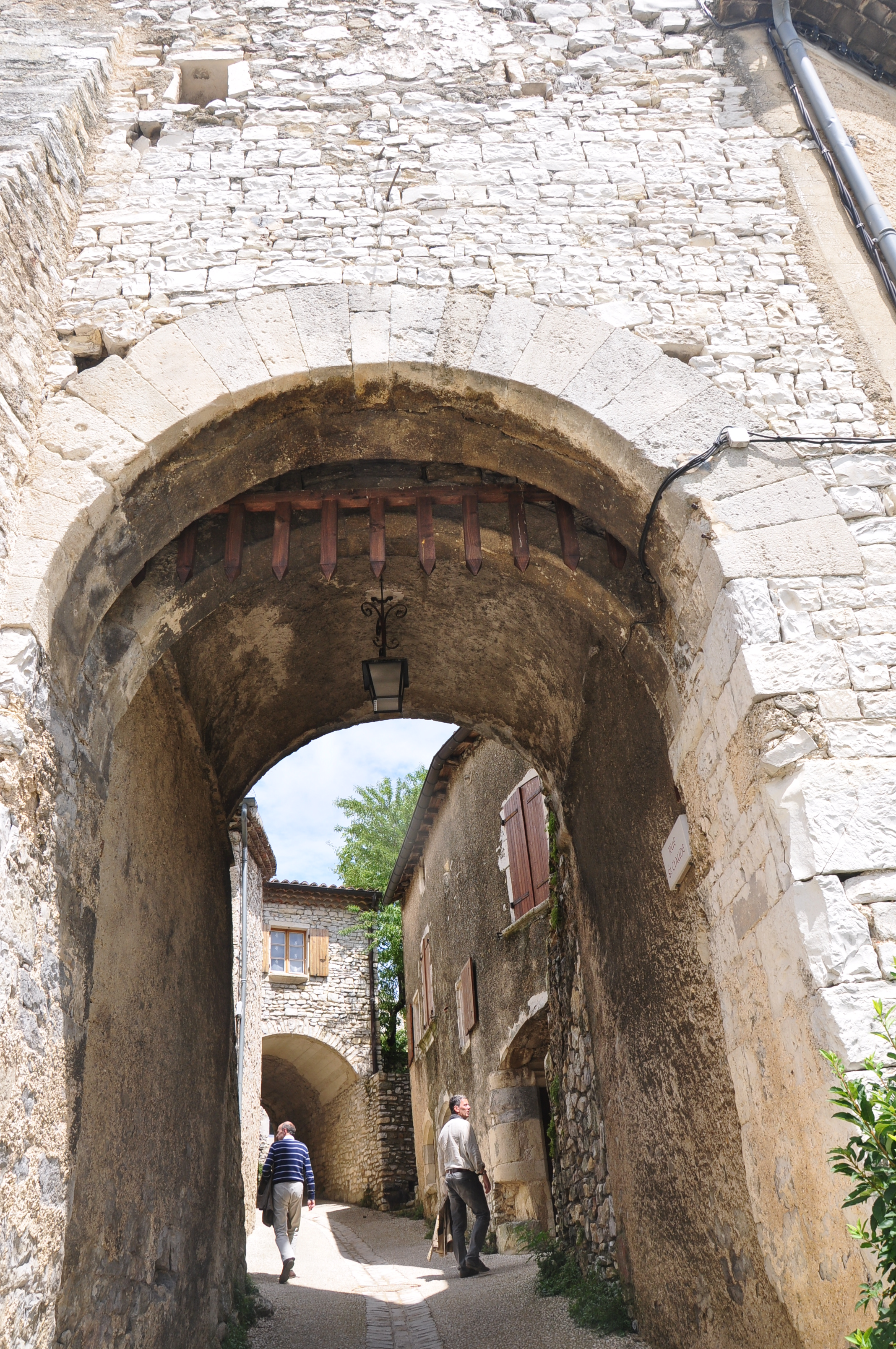
Beffroi, vue intérieure.
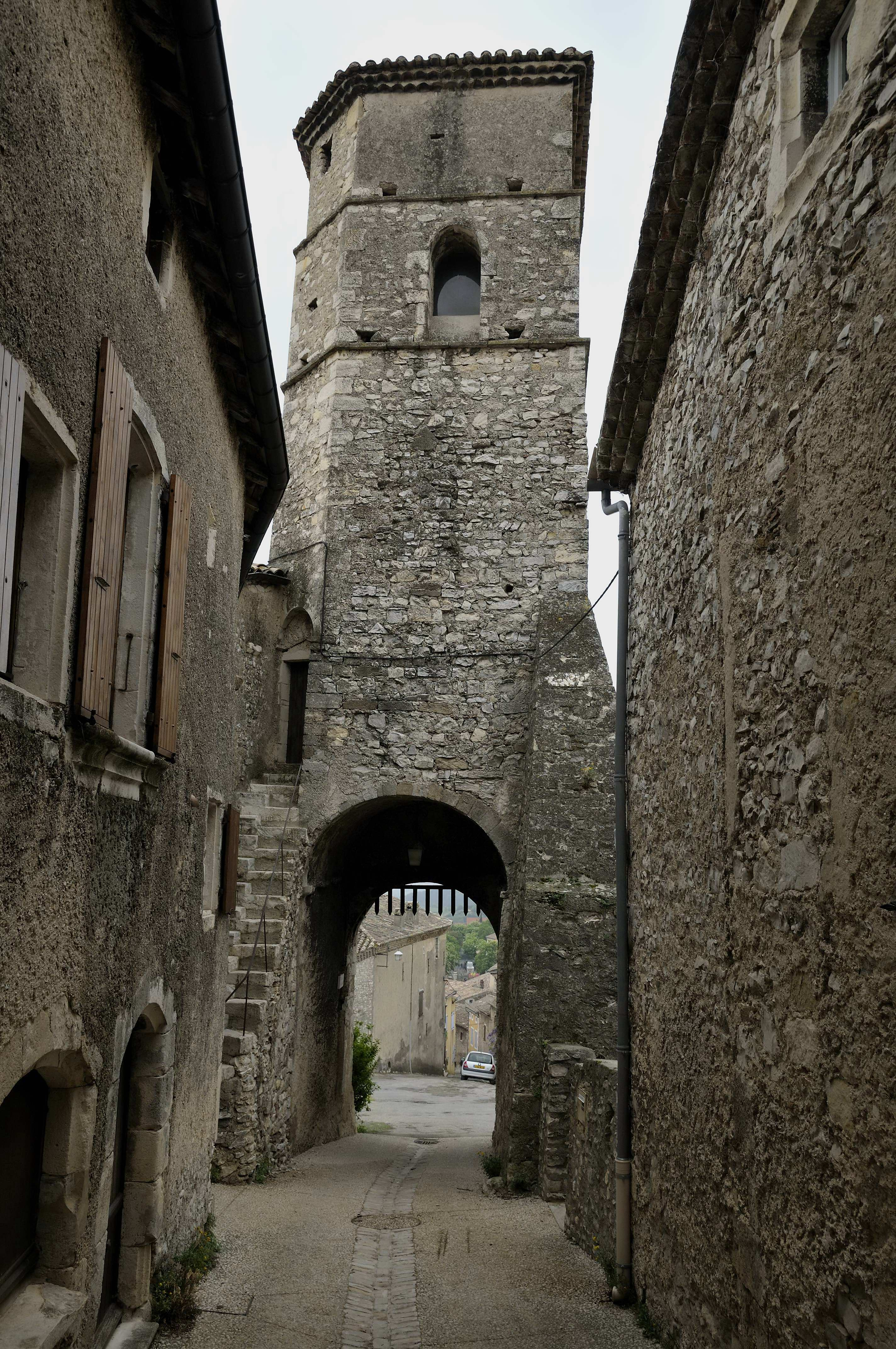
Vue de l'ancien village.
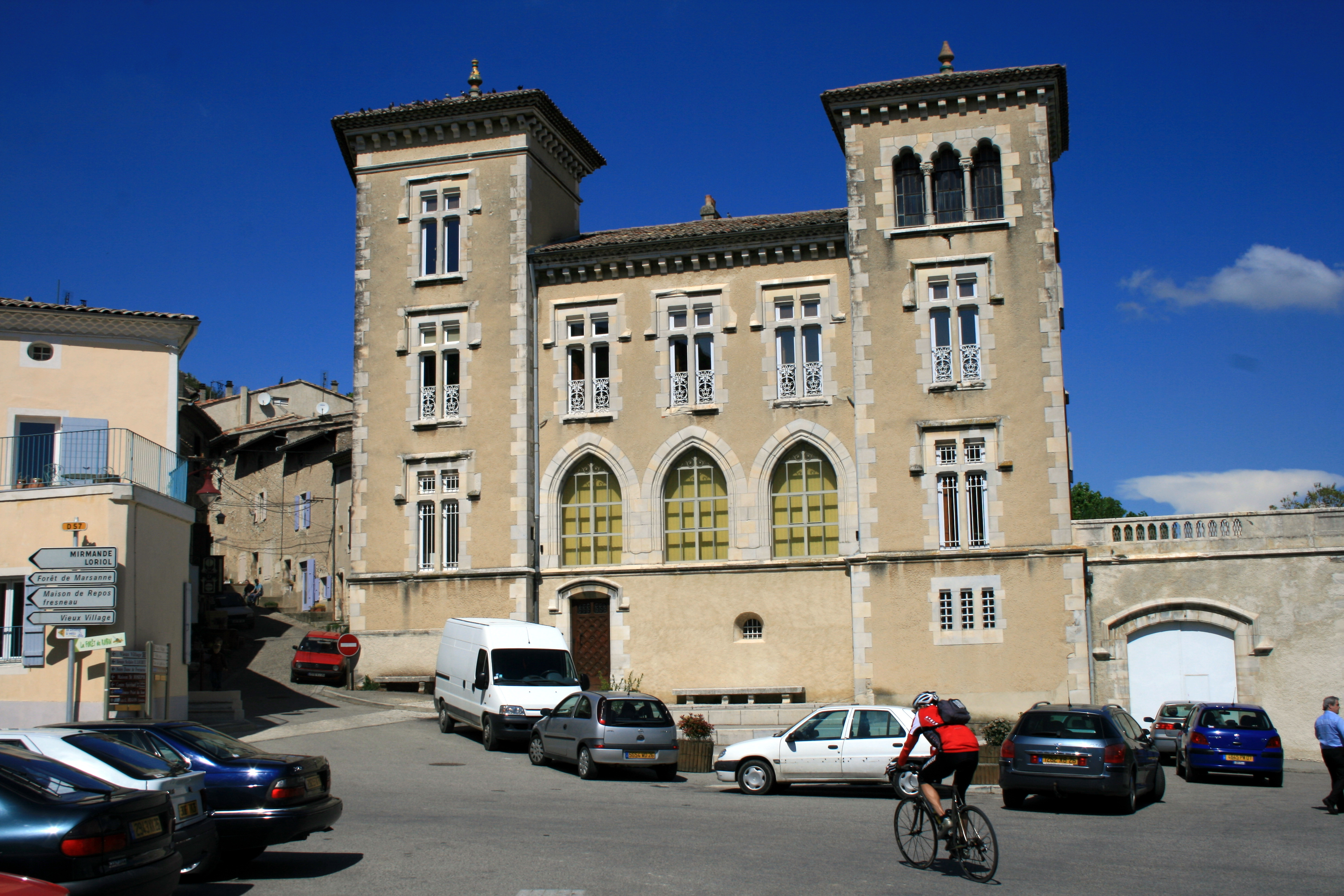
Château de Montluisant.
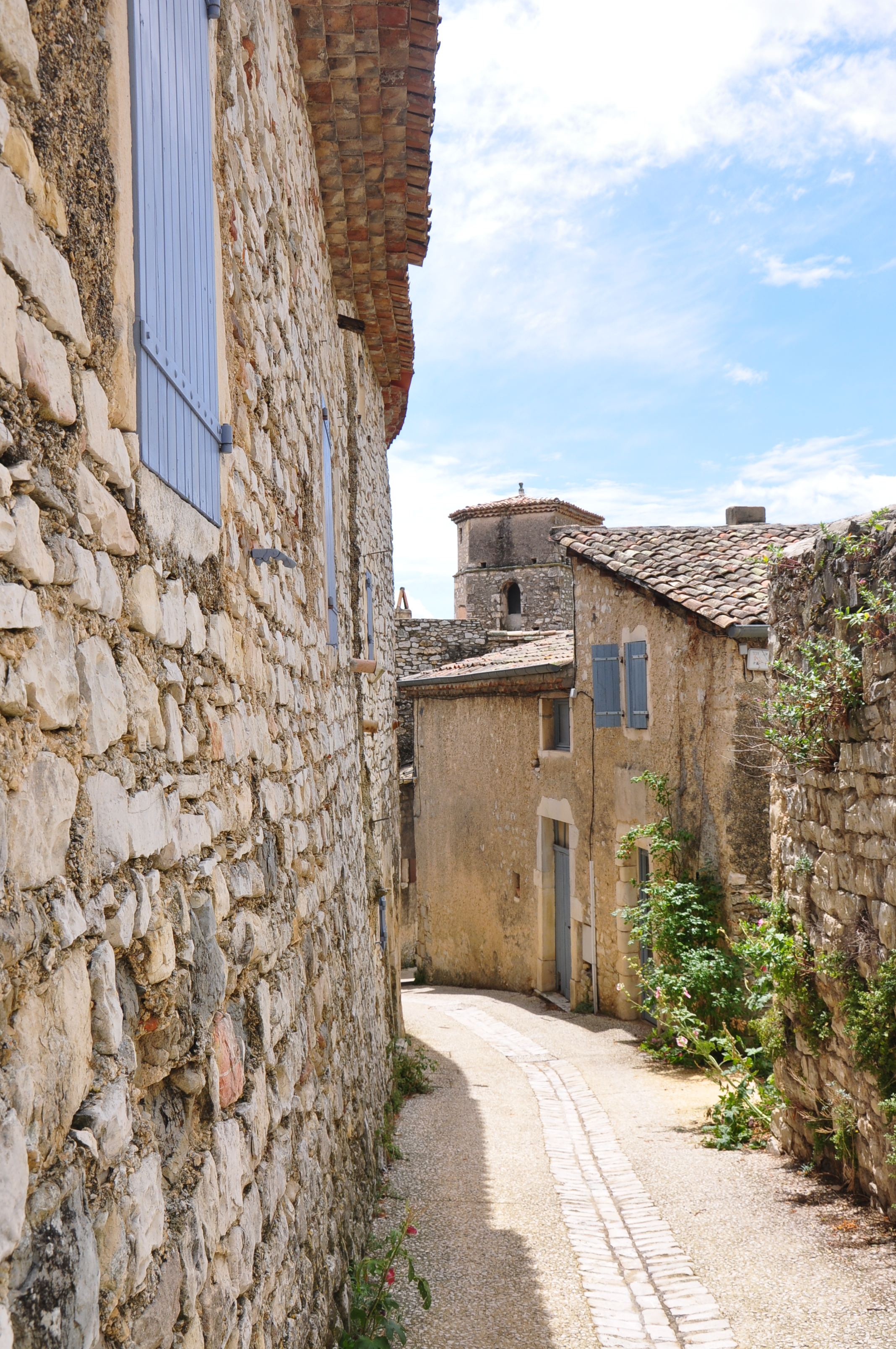
Rue principale.
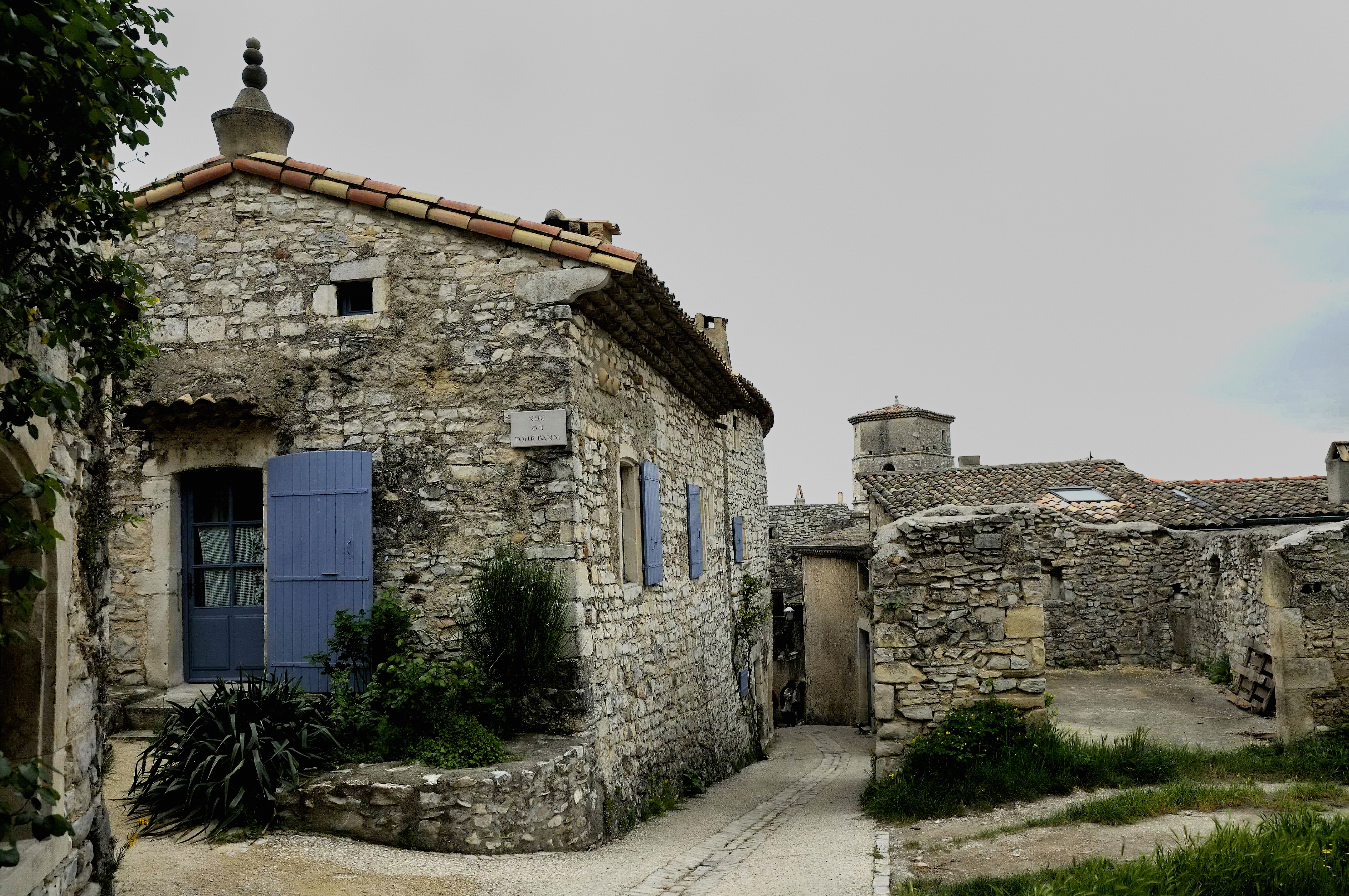
Rue du four banal.
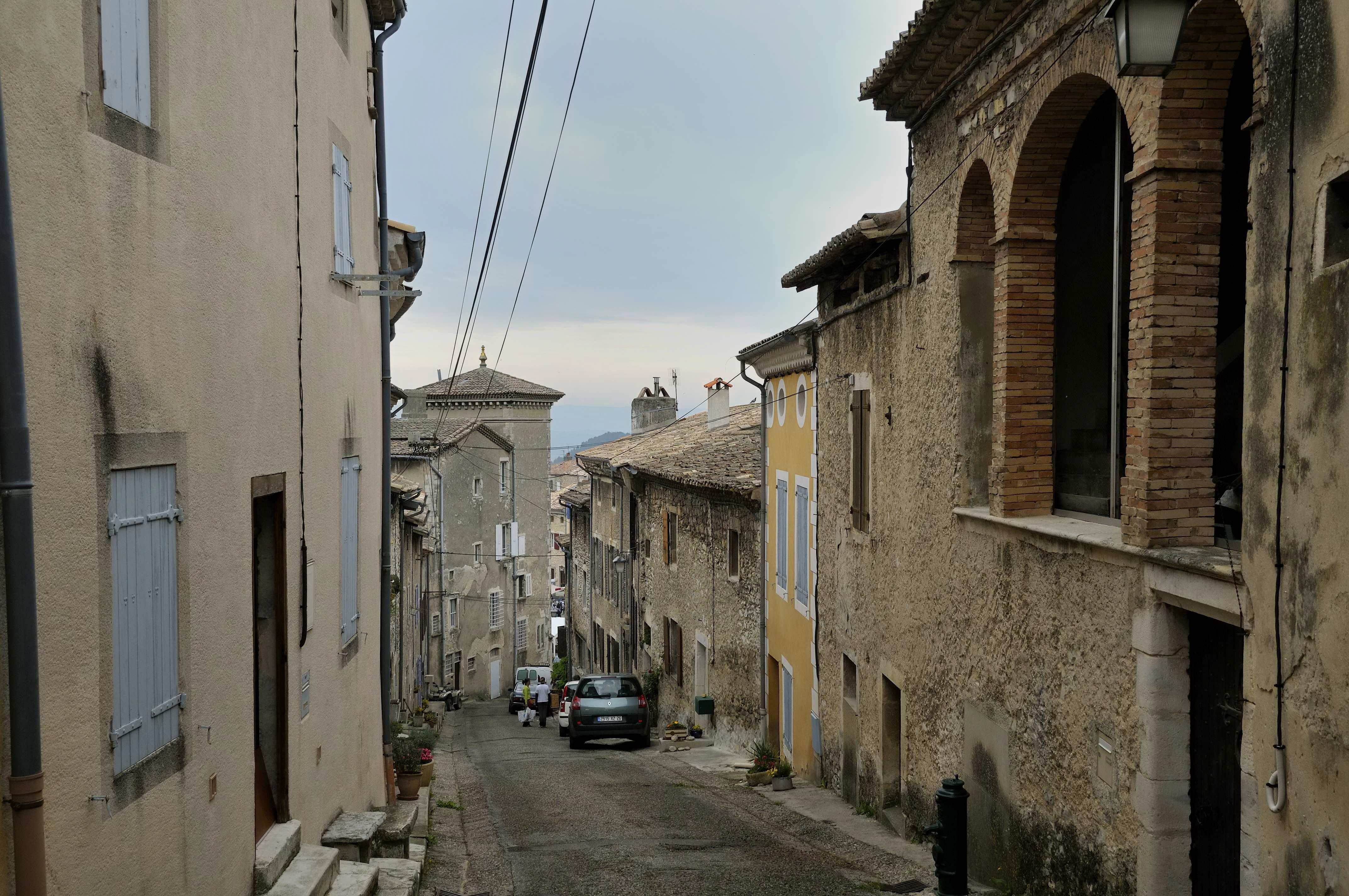
Rue, vers la mairie.
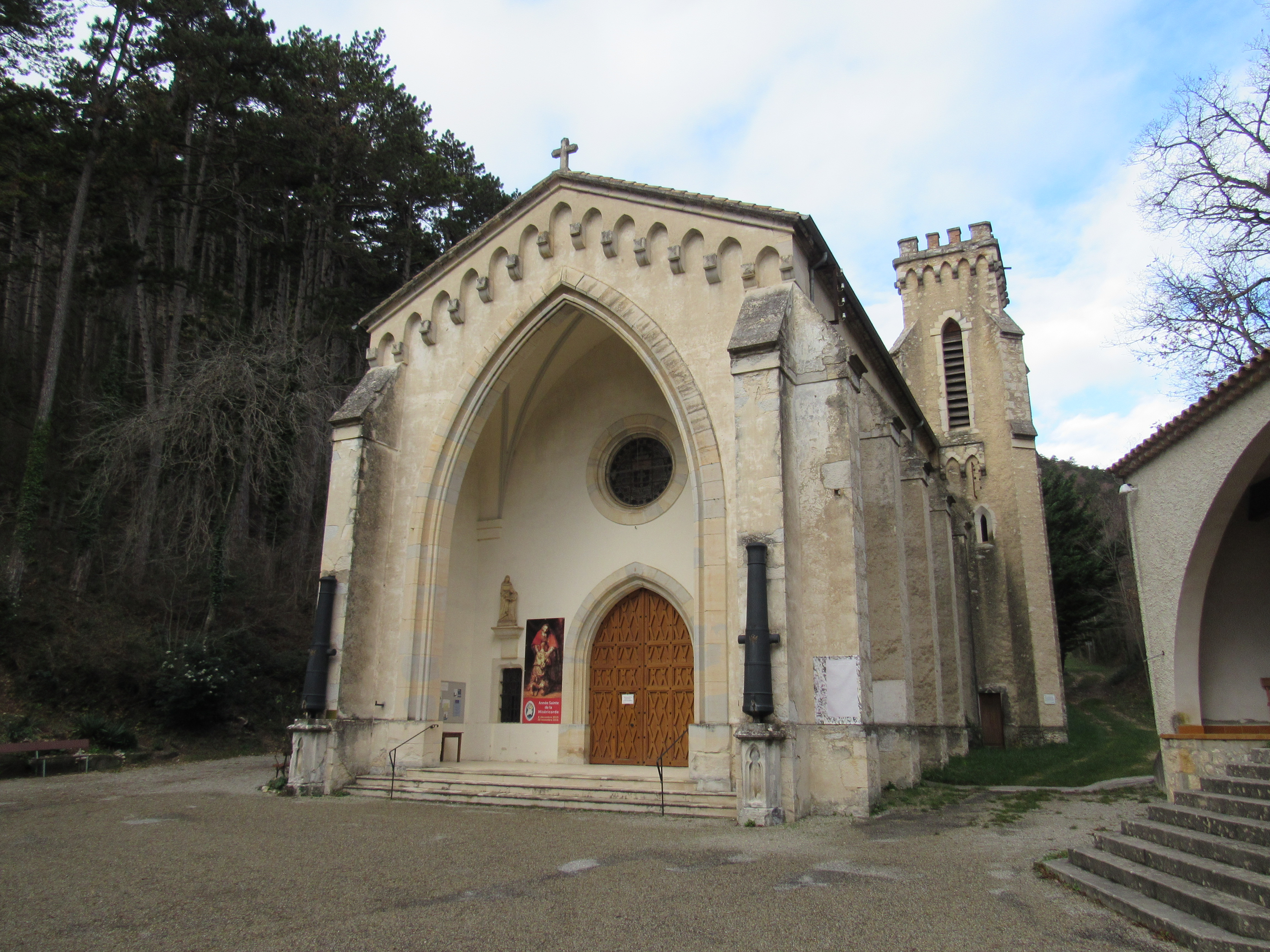
Chapelle Notre-Dame-de-Fresneau et ses canons
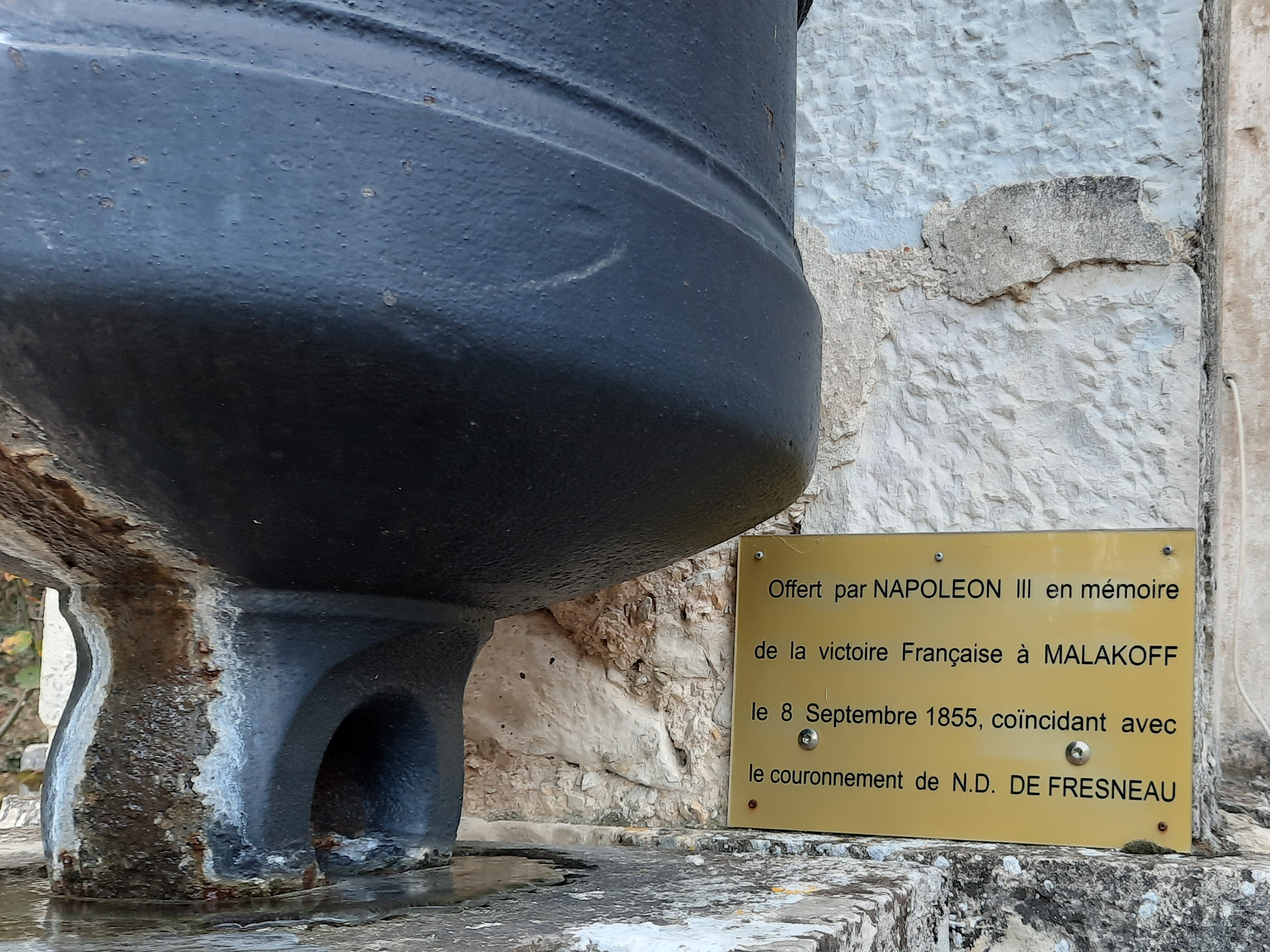
Plaque précisant l'origine des canons en façade de la chapelle

### Patrimoine culturel
- Salon des peintres régionaux[21].

### Patrimoine naturel
- Forêt communale (1123 ha) : feuillus[21].

### Personnalités liées à la commune
- Émile Loubet (né en 1838 à Marsanne, mort en 1929 à Montélimar) : avocat au barreau, sénateur et maire de Montélimar. Il succède à Félix Faure à la présidence de la République de 1899 à 1906. À Valence, un lycée porte son nom.
- Maurice Michel (né en 1904 à MArsanne, mort en 1984 à Romans-sur-Isère) : député de la Drôme.

### Héraldique, logotype et devise
Les armes de la commune sont une double croix d'argent de légal sur fond d'azur.
|  | Marsanne (Drôme) possède des armoiries dont l'origine et le blasonnement exact ne sont pas disponibles. |